# Апрельское восстание (1945)
Апре́льское восста́ние — антифашистское восстание в Италии 18—28 апреля 1945 года. Было организовано итальянским Сопротивлением под руководством Комитета национального освобождения (КНО) и направлено против диктатуры Бенито Муссолини и поддерживающих его германских оккупантов.
Прологом восстания явилась забастовка, начавшаяся 18 апреля на предприятиях Турина, которая вскоре распространилась на все города Северной Италии и переросла в вооружённые выступления. 19 апреля восстала Болонья, 22 апреля — Модена, 24 апреля — Реджо-нель-Эмилия.
25 апреля КНО обратился к народу с призывом ко всеобщему вооружённому восстанию — в современной Италии этот день считается национальным праздником. С 25 по 27 апреля восстание охватило всю оккупированную часть Италии.
26 апреля перед повстанцами капитулировал немецкий гарнизон Генуи. На следующий день был освобождён Милан, а 28 апреля, после кровопролитных боёв, партизаны вошли в Турин; в тот же день восстала Венеция.
В результате восстания к концу апреля вся Северная Италия была практически освобождена от фашистов и их немецких союзников. Итальянская социальная республика — фашистское марионеточное государство, созданное Муссолини в 1943 году, прекратила своё существование, а её лидер Бенито Мусоллини был казнён повстанцами 28 апреля. Кроме того, восстание сыграло большую роль в спасении промышленного потенциала Северной Италии от уничтожения отступавшими итальянскими фашистами и германскими войсками.